# Орлиное (село, Севастополь)
Орли́ное (до 1945 года Байда́ры; укр. Орлине, крымскотат. Baydar, Байдар) — село в Балаклавском районе города федерального значения Севастополя, центр Орлиновского муниципального округа (согласно административно-территориальному делению Украины — Орлиновского сельсовета Севастопольского горсовета).

## География
Село расположено на крайнем юге Крымского полуострова, в юго-восточной части Байдарской долины у подножия Главной гряды Крымских гор, на речке Байдар с притоками (бассейн Чёрной). Высота центра села над уровнем моря 285 м. Через Орлиное проходит Старое Севастопольское шоссе 67К-6 (по украинской классификации — Т-2703). Соседние сёла: примыкающая с востока Павловка, Кизиловое в 1,5 км южнее и Тыловое — в 2,5 км на запад.

## Население
| 2001 | 2011  | 2014  |
| ---- | ----- | ----- |
| 1951 | ↗2313 | ↘2106 |

Численность населения по данным переписи населения по состоянию на 14 октября 2014 года составила 2106 человек, по данным сельсовета на 2012 год — 2386 человек.
Динамика численности
| - 1805 год — 244 чел. - 1849 год — 392 чел. - 1864 год — 170 чел. - 1886 год — 310 чел. - 1889 год — 630 чел. - 1892 год — 528 чел. - 1897 год — 1275 чел. - 1902 год — 1034 чел. - 1915 год — 1014/290 чел. - 1922 год — 1308 чел. - 1926 год — 1570 чел. | - 1939 год — 2021 чел. - 1944 год — 1903 чел. - 1953 год — 577 чел. - 1954 год — 1266 чел. - 1974 год — 1907 чел. - 1989 год — 1716 чел. - 1998 год — 2313 чел. - 2001 год — 1951 чел. - 2009 год — 2145 чел. - 2011 год — 2313 чел. - 2012 год — 2386 чел. - 2014 год — 2106 чел. |

## Современное состояние
Площадь села — 216 гектаров, 627 дворов. В селе действуют средняя школа № 47, детский сад № 43, «Орлиновский центр культуры и досуга», отделение почты. С 2004 года действует церковь Сергия Радонежского, в приспособленном помещении действует Байдарская мечеть. С Севастополем и другими населёнными пунктами города село связано автобусным сообщением.

## История
Байдары — село древнее, время возникновения установить вряд ли возможно. Из источников известно, что в средние века его населяли христиане — потомки готов и аланов, смешавшихся с местным населением и входило в княжество Феодоро (по мнению других историков — могло входить в состав Чембальского консульства Капитанства Готия). После захвата княжества Османской империей в 1475 году село входило в Мангупский кадылык Кефинского эялета (провинции). Селение упоминается в документе из
казны Османской империи от 29 марта 1489 года, согласно которому в Байдаре насчитывалось 14 домохозяйств. По материалам переписей Кефинского санджака 1520 года в Байдаре записано 18 немусльманских семей, из них одна — потерявшая мужчину-кормильца. По переписи 1542 года селение по прежнему чисто христианское, с 25 семьями (4 «овдовевших») и 5 взрослых холостых мужчин. По налоговым ведомостям 1634 года в селении числилось 15 дворов немусульман, из которых недавно прибывших в Байдар 3 двора: из Инкермана 1 и из селения Фороз — 2 двора. Жители 2 дворов выселились в Керменчик. Документальное упоминание селения встречается в «Османском реестре земельных владений Южного Крыма 1680-х годов», согласно которому в 1686 году (1097 год хиджры) Байдар вместе с Махалле Кайто и Сахтик входил в Мангупский кадылык эялета Кефе. Всего упомянуто 93 землевладельца, все мусульмане, владевших 2555,5 дёнюмами земли. После обретения ханством независимости по Кючук-Кайнарджийскому мирному договору 1774 года «повелительным актом» Шагин-Гирея 1775 года селение было включено в Крымское ханство в состав Бакчи-сарайского каймаканства Мангупскаго кадылыка, что зафиксировано и в Камеральном описании Крыма 1784 года.
После присоединения Крыма к России (8) 19 апреля 1783 года, (8) 19 февраля 1784 года, именным указом Екатерины II сенату, на территории бывшего Крымского Ханства была образована Таврическая область и деревня была приписана к Симферопольскому уезду. Перед Русско-турецкой войной 1787—1791 годов производилось выселение крымских татар из прибрежных селений во внутренние районы полуострова, в ходе которого в Байдары было переселено 198 человек. В конце войны, 14 августа 1791 года всем было разрешено вернуться на место прежнего жительства. После Павловских реформ, с 1796 по 1802 год, входила в Акмечетский уезд Новороссийской губернии. По новому административному делению, после создания 8 (20) октября 1802 года Таврической губернии, Байдар был включён в состав Чоргунской волости Симферопольского уезда.
По Ведомости о всех селениях в Симферопольском уезде состоящих с показанием в которой волости сколько числом дворов и душ… от 9 октября 1805 года, в деревне Байдар числилось 49 дворов и 244 жителя, исключительно крымских татар. На военно-топографической карте генерал-майора Мухина 1817 года деревня Байдар обозначена с 80 дворами. После реформы волостного деления 1829 года Байдары, согласно «Ведомости о казённых волостях Таврической губернии 1829 года», определили центром новой Байдарской волости.
Именным указом Николая I от 23 марта (по старому стилю) 1838 года, 15 апреля был образован новый Ялтинский уезд, в котором деревня осталась центром Байдарской волости Ялтинского уезда. На карте 1842 года деревня Вайдар обозначена со 141 двором. Согласно Военно-статистическому обозрению Российской Империи 1849 года Байдары относились к крупнейшим деревням Ялтинского уезда с населением 392 человека.

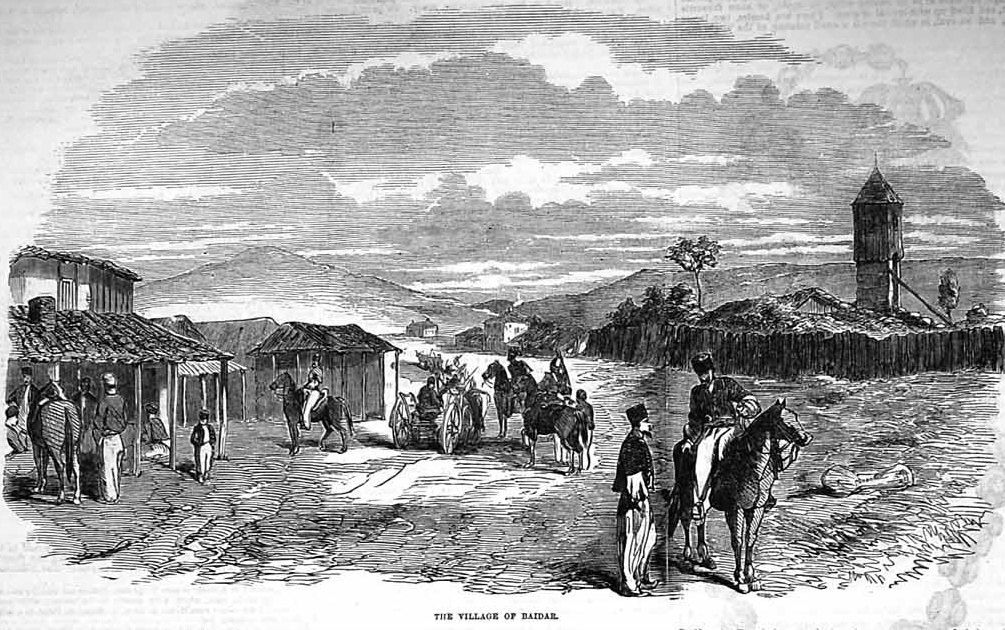
Деревня Байдары, рисунок времён Крымской войны

В 1860-х годах, после земской реформы Александра II, деревня осталась в составе преобразованной Байдарской волости. Согласно «Списку населённых мест Таврической губернии по сведениям 1864 года», составленному по результатам VIII ревизии 1864 года, Байдары — казённая татарская и русская деревня с 48 дворами, 170 жителями, волостным правлением, почтовой и обывательской станциями и черепичным заводом при речке Ташкутер-Узени. На трёхверстовой карте Шуберта 1865—1876 года в деревне Байдар обозначено 56 дворов. Д. Соколов в книге «Прогулка по Крыму с целью ознакомить с ним» 1869 года так описал селение
Байдары, прежде огромное селение татар, теперь опустевшая небольшая деревня со многими развалинами татарских усадеб, две татарские лавочки…, два шинка, пекарня, кузница, волостное правление и почтовая станция непривлекательной наружности….
 На 1886 год в деревне, согласно справочнику «Волости и важнѣйшія селенія Европейской Россіи», проживало 310 человек в 47 домохозяйствах, располагалось волостное правление, действовали 2 мечети, 3 лавки, 2 постоялых двора, 2 кофейни, кирпичный и черепичный заводы По «Памятной книге Таврической губернии 1889 года», по результатам Х ревизии 1887 года, в деревне Байдары числился 121 двор и 630 жителей. На верстовой карте 1889—1890 года в деревне обозначено 105 дворов с русско-татарским населением.
После земской реформы 1890 года деревня осталась в составе преобразованной Байдарской волости. По «Памятной книге Таврической губернии 1892 года», в деревне Байдары, входившей в Байдарское сельское общество, числилось 528 жителей в 85 домохозяйствах, владевших на правах личной собственности 528 десятинами земли. В «Ведомостях о татарских мектебе и медресе, находящихся в Ялтинском уезде», за 1892 год упоминается о мектебе в Байдарах. Всеобщая перепись 1897 года зафиксировала в деревне 1 275 жителей, из которых 314 православных и 918 магометан. На тот год в деревне отмечали 3 «чистенькие скромные гостиницы» (здесь часто ночевали едущие из Севастополя в Ялту, чтобы не утомляться 11-ти часовым путём), земскую больницу и метеорологическую станцию. По «…Памятной книжке Таврической губернии на 1902 год» в деревне Байдары, входившей в Байдарское сельское общество, числилось 1034 жителя в 117 домохозяйствах, из которых 653 мужчины и 641 женщина. Жители землёй не владели, в хозяйствах имелось 108 лошадей, 164 вола, 173 коровы и 940 голов овец, свиней, или коз. 3 июня 1906 года в деревне было начато строительство мектебе. По Статистическому справочнику Таврической губернии. Ч.II-я. Статистический очерк, выпуск восьмой Ялтинский уезд, 1915 год, в деревне Байдары, центре Байдарской волости Ялтинского уезда, числилось 157 дворов (101 двор с землёй, 56 — безземельные) со смешанным населением в количестве 1014 человек приписных жителей и 290 — «посторонних». На 1917 год в селении действовали почтово-телеграфное отделение, общественная ссудно-сберегательная касса, земская больница (врач Д. И. Трисвятский и 4 фельдшера).

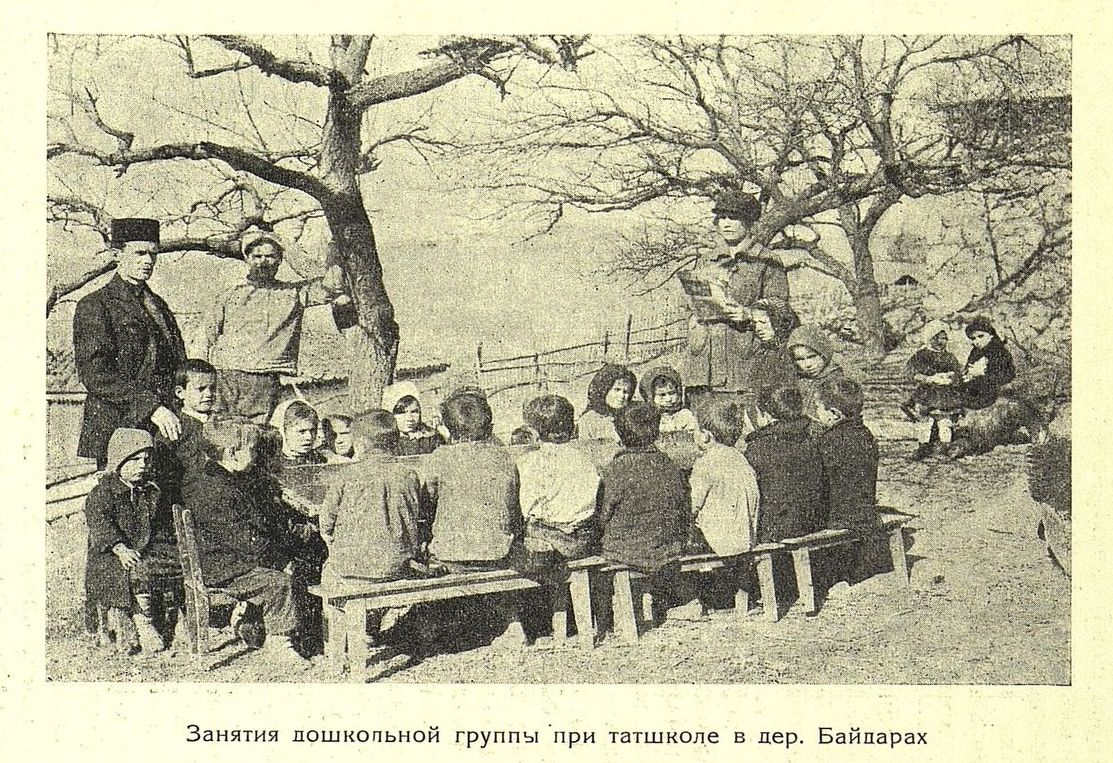
Занятия дошкольников при татарской школе, 1925 год.

После установления в Крыму Советской власти, по постановлению Крымревкома от 8 января 1921 года, была упразднена волостная система и село вошло в состав Севастопольского уезда. 21 января 1921 года на территории Севастопольского уезда был создан Балаклавский район и Байдары, уже как центр сельсовета, вошли в новый район. По одним сведениям, Байдарский район был образован в декабре 1921 года, по другим источникам — район был образован постановлением Крымского ЦИК и СНК 4 апреля 1922 года и Байдары, с населением 1 308 человек, переподчинили новому району, а 6 мая 1922 года, приказом № 83 Балаклавского райисполкома и райцентр переведен из Балаклавы в Байдары. В 1922 году уезды получили название округов. 11 октября 1923 года, согласно постановлению ВЦИК, в административное деление Крымской АССР были внесены изменения, в результате которых был ликвидирован Байдарский и создан Севастопольский район и село включили в его состав. Согласно Списку населённых пунктов Крымской АССР по Всесоюзной переписи 17 декабря 1926 года, в селе Байдары, центре Байдарыского сельсовета Севастопольского района, числилось 362 двора, из них 269 крестьянских, население составляло 1570 человек, из них 1359 крымских татар, 148 русских, 34 украинца, 11 греков, 4 еврея, 1 белорус, 1 немец, 1 латыш, 11 записаны в графе «прочие», действовали 2 татарские школы I ступени (пятилетки). На основании постановления Крымского ЦИКа от 15 сентября 1930 года был вновь создан Балаклавский район, теперь как татарский национальный и Байдары включили в его состав. На 1935 год в Байдарах действовал крупный табаководческий совхоз, владеющий землями площадью 1084 гектара, из которых 310 гектаров было занято табаком
В годы Великой Отечественной войны, во время обороны Севастополя, в ноябре 1941 года, через Байдары с боями отступали части Приморской армии. В 1944 году, после освобождения Крыма от фашистов, согласно Постановлению ГКО № 5859 от 11 мая 1944 года, 18 мая крымские татары были депортированы в Среднюю Азию. На май того года в селе учтено 1903 жителя (496 семей), из них 1484 человека крымских татар, 333 русских, 72 украинца и 5 греков; был принят на учёт 301 дом спецпереселенцев. По другим данным из Байдар выселена 231 семья, оставалось 19 семей. 12 августа 1944 года было принято постановление № ГОКО-6372с «О переселении колхозников в районы Крыма», по которому из Воронежской области РСФСР в Балаклавский район планировалось переселить 6000 колхозников и в сентябре 1944 года в район уже прибыли 8470 человек (с 1950 года в район стали приезжать колхозники из Сумской области УССР). Указом Президиума Верховного Совета РСФСР от 21 августа 1945 года Байдары были переименован в Орлиное и Байдарский сельсовет — в Орлиновский. С 25 июня 1946 года Орлиное в составе Крымской области РСФСР. По состоянию на 1 января 1953 года в селе было 177 хозяйств колхозников (577 человек) и 124 хозяйства рабочих и служащих (354 человека). В 1954 году в Орлином числилось уже 360 хозяйств и 1266 жителей. 26 апреля 1954 года Севастополь, в составе Крымской области, был передан из состава РСФСР в состав УССР.
24 апреля 1957 года был упразднён Балаклавский район и село было передано в состав Куйбышевского района Крымской области. Указом Президиума Верховного Совета УССР «Об укрупнении сельских районов Крымской области», от 30 декабря 1962 года Куйбышевский район упразднили и Орлиное передали в Бахчисарайский район. 1 января 1965 года, указом Президиума ВС УССР «О внесении изменений в административное районирование УССР — по Крымской области», село, вместе с сельсоветом, вновь передано из Бахчисарайского района в подчинение Балаклавскому. С 21 марта 2014 года в составе Севастополя аннексировано Россией.